# Abgefahren (Buch)
Abgefahren ist ein Erlebnisbericht von Claudia Metz und Klaus Schubert und erschien 1999 als Taschenbuch bei Kiepenheuer & Witsch.
Die beiden Autoren starteten 1981 mit ihren Motorrädern und sind in den folgenden 16 Jahren um die Welt gefahren. Der Bericht zeigt die verschiedenen Länder aus der Sicht eines Ausländers, der sie bereist und dort mit einfachen Mitteln sein tägliches Leben und seine Weiterreise organisiert. Insbesondere wird beschrieben, wie Polizei und Bevölkerung auf ihre – teils illegale – Weiterfahrt reagieren. Dies steht oft im krassen Gegensatz zu der offiziellen Propaganda.
Das Buch ist ein wichtiges zeitgenössisches Dokument, da es den aktuellen Zustand der weltweit verschiedenen Gesellschaftssysteme und ihrer Religionen zwischen 1981 und 1996 aus eigener Anschauung beschreibt.